# 新大王

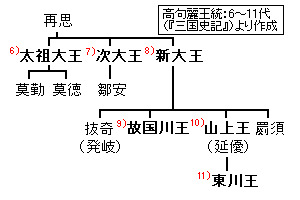

新大王（89年—179年），高句丽第8任君王，名伯固、伯句，公元165年-179年在位。其兄次大王被明临答夫杀后，被拥立为新的高句丽君主。在位期间，曾击败东汉玄菟郡的军队。死后，其子男武继位，即故国川王。
在《三国志·魏书卷30》中，被称为太祖王高宫的儿子，‘宫死，子伯固立’。这里的儿子可能是太组王后代的意思。
《三国史记》将宫、遂成、伯固三代王看成是兄弟，结果在一百多年内只有三兄弟为王，其真实性令人怀疑。如果太祖王真的是121年死，遂成、伯固最可能是宫的曾孙，当然也不排除是宫的孙子的可能性。

## 王系譜的異説
```
《
三国史記
》高句麗本紀
┏━大祖大王（宮）　　　　　
┣━次大王（遂成）　　　　　　　　
┗━新大王（伯固）━┳━故国川王
　　　　　　　　　　┣━發岐（
拔奇
）
　　　　　　　　　　┣━山上王（伊夷謨）━━東川王（位宮）
　　　　　　　　　　┗━罽須
《後漢書》高句驪傳
宮━━遂成━━伯固
《三国志》高句麗傳
宮━━伯固
```